# Pardo per la miglior interpretazione maschile
Il Pardo per la miglior interpretazione maschile è stato un premio cinematografico assegnato al Festival internazionale del film di Locarno. 
Nel corso degli anni il premio assunse nomi differenti: dal 1958 al 1964 il premio era chiamato Vela d'Argento al miglior attore, dal 1977 al 1999 Premio Speciale al miglior attore e dal 2000 al 2005 Pardo di bronzo al miglior attore.
A partire dal 2023 è stato accorpato alla sua controparte femminile e sostituito dal Pardo per la miglior interpretazione.

## Albo d'oro

### Anni 1950
- 1958: Shan Kwan - Ah Q zheng zhuan
- 1959: Ernest Borgnine - La trappola del coniglio (The Rabbit Trap)

### Anni 1960
- 1960: Johnny Nash - L'orma del gigante (Take a Giant Step)
- 1964: Gene Kelly - La signora e i suoi mariti (What a Way to Go!)

### Anni 1970
- 1977: József Madaras - Pókfoci

### Anni 1980
- 1989: Adam Kamien - Kornblumenblau

### Anni 1990
- 1993: André Eisermann - Kaspar Hauser
- 1995: Samy Naceri - Raï
- 1996: Grégoire Colin - Nénette e Boni (Nénette et Boni)
- 1997: Valerio Mastandrea - Tutti giù per terra
- 1998: Mehmet Kurtuluş, Aleksandar Jovanović e Adam Bousdoukos - Kurz und schmerzlos
- 1999: Serge Riaboukine - Pelle d'uomo cuore di bestia (Peau d'homme, coeur de bête)

### Anni 2000
- 2000: Roland Düringer, Josef Hader e Joachim Bißmeier - La rapina (Der Überfall)
- 2001: Andoni Gracia - Alla rivoluzione sulla due cavalli
- 2002: Yorgos Karayannis - Dyskoloi apohairetismoi: O babas mou
- 2003: Serban Ionescu - Maria
- 2004: Mohammed Bakri - Private
- 2005: Patrick Drolet - La novena (La neuvaine)
- 2006: Burghart Klaußner - Der Mann von der Botschaft
- 2007
  - Michele Venitucci - Fuori dalle corde
  - Michel Piccoli - Les toits de Paris
- 2008: Tayanç Ayaydın - Pazar - Bir ticaret masalı
- 2009: Antōnīs Kafetzopoulos - Akadimia Platonos

### Anni 2010
- 2010: Emmanuel Bilodeau - Curling
- 2011: Bogdan Dumitrache - Din dragoste cu cele mai bune intenții
- 2012: Walter Saabel - Der Glanz des Tages
- 2013: Fernando Bacilio - El mudo
- 2014: Artem Bystov - Durak
- 2015: Jung Jae-Young - Right Now, Wrong Then (Jigeumeun matgo geuttaeneun teullida)
- 2016: Andrzej Seweryn - Ostatnia rodzina
- 2017: Elliott Crosset Hove - Vinterbrødre
- 2018: Ki Joo-bong - Gangbyeon Hotel
- 2019: Regis Myrupu - A febre

### Anni 2020
- 2020: Niente festival per emergenza sanitaria COVID-19
- 2021: Mohamed Mellali e Valero Escolar - I tuttofare (Sis dies corrents)
- 2022: Reinaldo Amien Gutiérrez - Tengo sueños eléctricos